# Alchemilla vulgaris
Alchemilla vulgaris é uma espécie de rosácea do gênero Alchemilla, pertencente à família Rosaceae.